# 10 Downing Street
10 Downing Street (City of Westminster, London) je službena adresa britanskog premijera. Pošto je Robert Walpole započeo ovu tradiciju 1730-ih, većina britanskih premijera je stanovala na ovoj adresi. Kuća koju je projektirao arhitekt William Kent, vremenom je postala jak simbol ureda premijera.
U 19. stoljeću kuća gubi na popularnosti među britanskim premijerima. Razlog tomu je bio što je većina premijera bila veoma bogata i već su bili vlasnici kuća koje su bile puno bolje za stanovanje i u kojima su radije stanovali. Kuća je također loše održavana.
Tijekom 20. stoljeća postalo je normalno da obitelj premijera uistinu živi u kući. Iznimka je bio Tony Blair, koji je obnašao dužnost premijera od 1997. do 2007. On je zamijenio stan s ministrom financija Gordonom Brownom. Premijer je živio u zgradi u susjedstvu, na adresi 11 Downing Street, koja je bila rezidencija britanskog ministra financija. 
Čak je i David Cameron izabrao živjeti na adresi 11 Downing Street.
10 Downing Street je prvo bila službena rezidencija prvog trezornog lorda, ali od 1902., ove dvije dužnosti obnaša ista osoba. Slično tome, 11 Downing Street je bila službena rezidencija drugog trezornog lorda.

## Vanjska poveznica
- Službena stranica